# Musée archéologique civique (Portoferraio)
Pour les articles homonymes, voir Musée archéologique civique.
Le musée archéologique civique de Portoferraio (Museo archeologico civico della Linguella) est un musée archéologique italien situé en Toscane, dans la commune de Portoferraio, située sur l'île d'Elbe, dans la province de Livourne.

## Localisation
Le musée ouvert en 1988 se trouve dans la Fortezza Medicis dans la localité Linguella.
En complément à ce musée, le Gruppo Archeologico Naturalistico Elbano a reconstruit plusieurs fours  de réduction du minerai de l'île dans le Parco sperimentale di metallurgica antica, près de Molinaccio, pour reproduire les fameuses « éponges de fer » des Étrusques : les blumi.

## Collections
Les collections présentées documentent le rôle stratégique de l'archipel toscan du commerce maritime dans l'Antiquité. Les pièces archéologiques conservées s'étendent chronologiquement sur une longue période allant du VIIIe au  Ve siècle av. J.-C.
Des pièces significatives sont représentées par des amphores de la période archaïque, des outils provenant d'épaves de navires, des objets de l'époque romaine retrouvés dans les villes de Linguella, Capo Pero et Grotte, ainsi qu'une charrue en granite trouvée à Attiano (IIe siècle).

## Sources
- Voir liens externes